# Negenoord

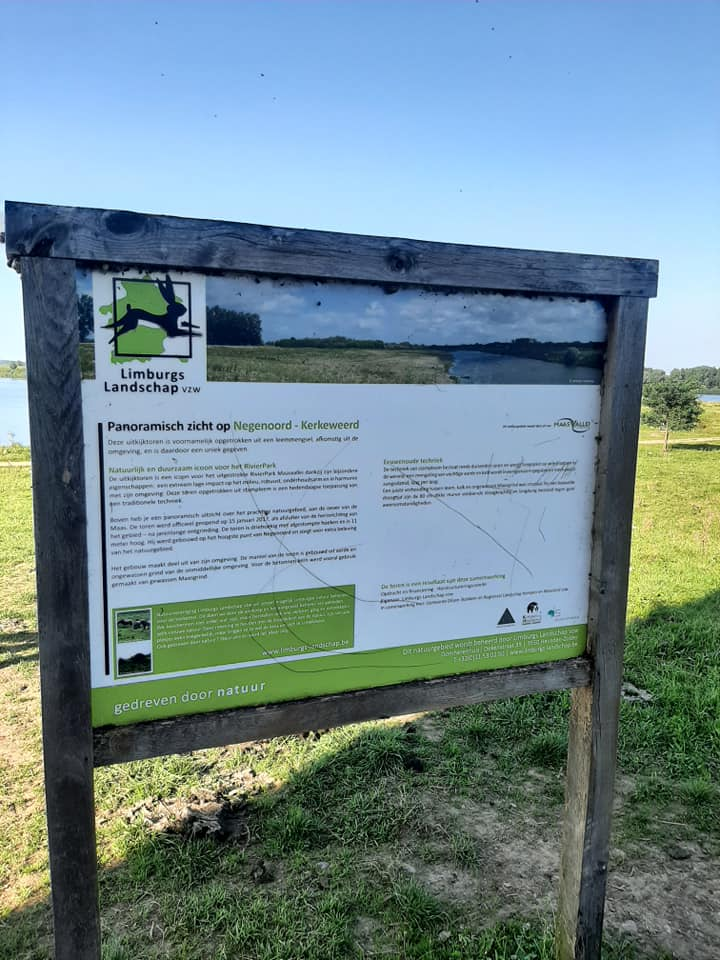

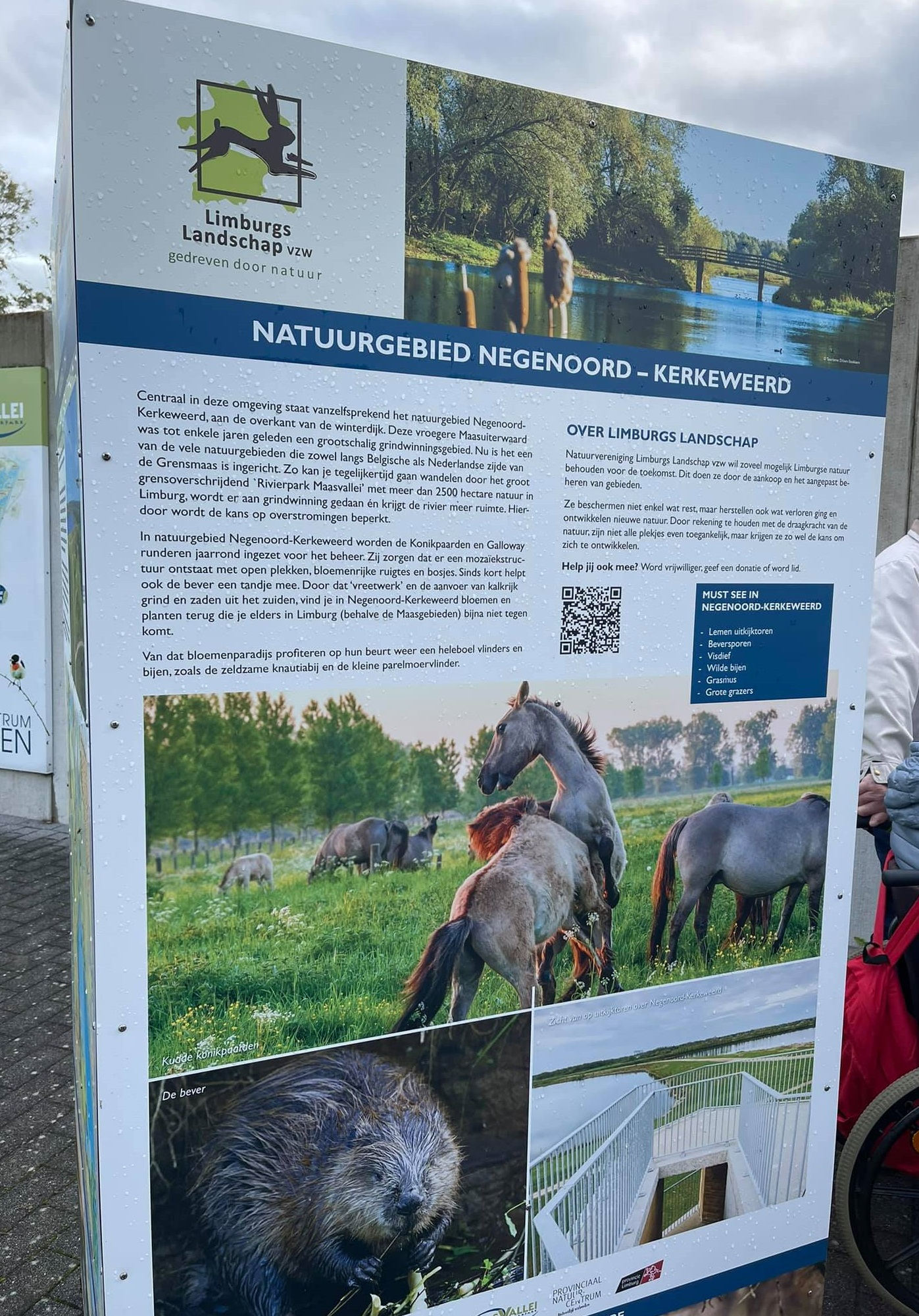

Negenoord is de naam van een natuurontwikkelingsgebied bij Stokkem. Het is 155 ha groot en bestaat uit twee grindwinningsplassen met omgeving die in de Maasuiterwaarden nabij Stokkem zijn ontstaan. Tussen de plassen bevindt zich een tussendijk. Het gebied wordt beheerd door Limburgs Landschap vzw en maakt deel uit van Rivierpark Maasvallei. Het gebied is Europees beschermd als onderdeel van Natura 2000-gebied (habitatrichtlijngebied 'Uiterwaarden langs de Limburgse Maas en Vijverbroek' (BE2200037)).
Aan de zuidwestzijde wordt het gebied begrensd door een oude Maasarm. In het oosten ligt de Maas en in het zuidoosten het natuurgebied Kerkeweerd.
In het westen van het gebied ligt natuureducatiecentrum "Maascentrum de Wissen". In tegenstelling tot Kerkeweerd wordt het landdeel, een eiland dat door middel van enkele dammen met het vasteland is verbonden, ingericht voor wandelaars. Er wordt gestreefd naar een parkachtige aanleg, met voorzieningen als vogelkijkhutten en een uitzichttoren, en percelen voor hooiland en kleinschalige landbouw.
Het gebied wordt tevens ontsloten door gemarkeerde wandelingen.